# حلق (جمباز)
الحلق جهاز جمباز يتكون من حلقتين دائرية معلقة بأسلاك مرتبطة بهيكل الجهاز من الأعلى ارتفاعه الكلي 575 سم وبعد الحلقات عن الأرض 275 سم وأي جملة حركية على الحلق تتكون من حركات مرجحة وحركات قوة وثبات بشكل متساوي تقريبا هذه الحركات وحركات الربط تؤدى بوضع التعلق إلى وضع الارتكاز أو المرور به أو إلى وضع الوقوف على اليدين أو المرور به والأداء يتم بمد الذراعين والذي يجب أن يكون هو الغالب . والتمارين المعاصرة للجمناستك تشخص بواسطة الانتقال ما بين حركات المرجحة والقوة أو بالعكس وغير مسموح بمرجحة الأسلاك
أنظر المقال الأصلي : جمباز فني